# The Gutter
The Gutter (engl. im Bowling für die „Rinne“ oder auch der „Rinnenball“) ist eine Filmkomödie von Yassir und Isaiah Lester. Der Film mit Shameik Moore, D’Arcy Carden und Susan Sarandon in den Hauptrollen feierte im März 2024 beim South by Southwest Film Festival seine Premiere und kam Anfang November 2024 in die US-Kinos.

## Handlung
Walt wurde schon des Öfteren entlassen und hat das Gefühl, endlich ein Zuhause gefunden zu haben, als er eine Anstellung als Barkeeper und Schuhputzer in der örtlichen Bowlingbahn „AlleyCatz“ bekommt.

## Produktion

### Regie und Drehbuch
Regie führten die Brüder Yassir und Isaiah Lester. Yassir Lester schrieb auch das Drehbuch. Gemeinsam mit Bob Layton und David Michelinie schrieb er auch das Drehbuch für den MCU-Film Armor Wars . Als Schauspieler ist Yassir Lester vor allem für seine Rolle als Chris in Making History und seine Rolle als Börsenmakler in der Fernsehserie Black Monday bekannt.

### Besetzung

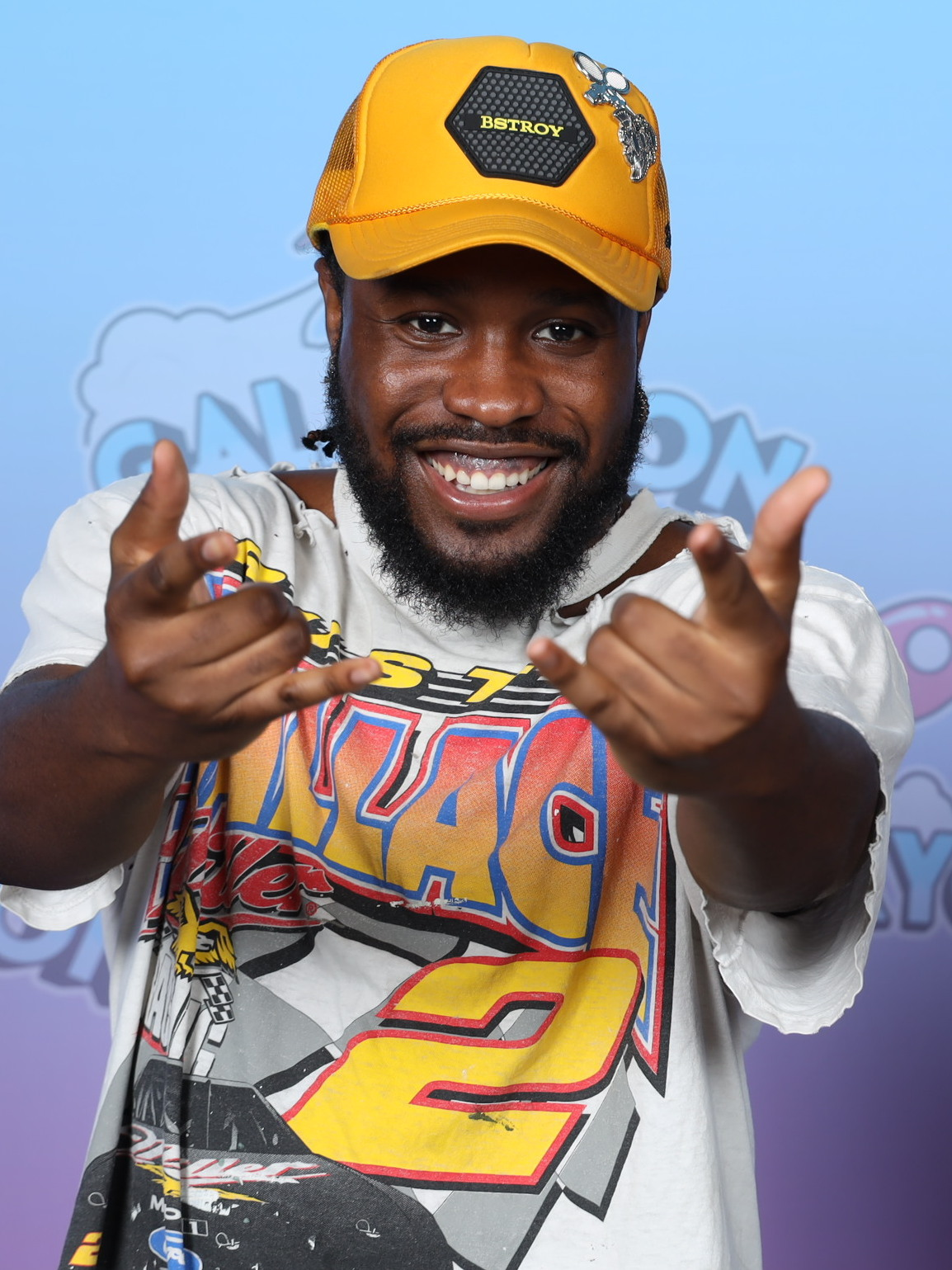
Shameik Moore spielt Walt

Shameik Moore, bekannt aus Filmen wie Dope und Tage wie diese, spielt in der Hauptrolle den als Barkeeper der Bowlingbahn angestellten Walt. Die Oscar-Preisträgerin Susan Sarandon spielt die Bowling-Legende Linda „The Crusher“ Curson und D’Arcy Carden die Profi-Bowlerin Skunk. Adam Brody spielt in einem Cameo-Auftritt einen Gesundheitsinspektor. In weiteren Rollen sind Jay Ellis als Lil Patience, Jackée Harry als Mozell und Paul Reiser als der Moderator Angelo Powers zu sehen.

### Filmmusik
Die Filmmusik komponierte der Schauspieler, Singer-Songwriter und auch Filmkomponist Keegan DeWitt, der in der Vergangenheit für Filme wie Morris aus Amerika und Little Fish von Chad Hartigan, Herzen schlagen laut und All die verdammt perfekten Tage von Brett Haley und Love Again von James C. Strouse tätig war. Das Soundtrack-Album mit insgesamt 20 Musikstücken wurden Ende November 2024 von Lakeshore Records als Download veröffentlicht.

### Veröffentlichung
Die Weltpremiere des Films fand am 12. März 2024 beim South by Southwest Film Festival statt. Im Oktober 2024 wird The Gutter beim London Film Festival gezeigt. Am 1. November 2024 kam der Film in ausgewählte US-Kinos und wurde dort wenige Tage später auch als Video-on-Demand veröffentlicht.

## Rezeption
Von den bei Rotten Tomatoes aufgeführten Kritiken sind 72 Prozent positiv.